# آرثر براون جونيور
آرثر براون جونيور (بالإنجليزية: Arthur Brown, Jr.) هو مهندس معماري أمريكي، ولد في 1874، وتوفي في 1957.

## روابط خارجية
- آرثر براون جونيور على موقع أوليمبيديا (الإنجليزية)